# Čelo

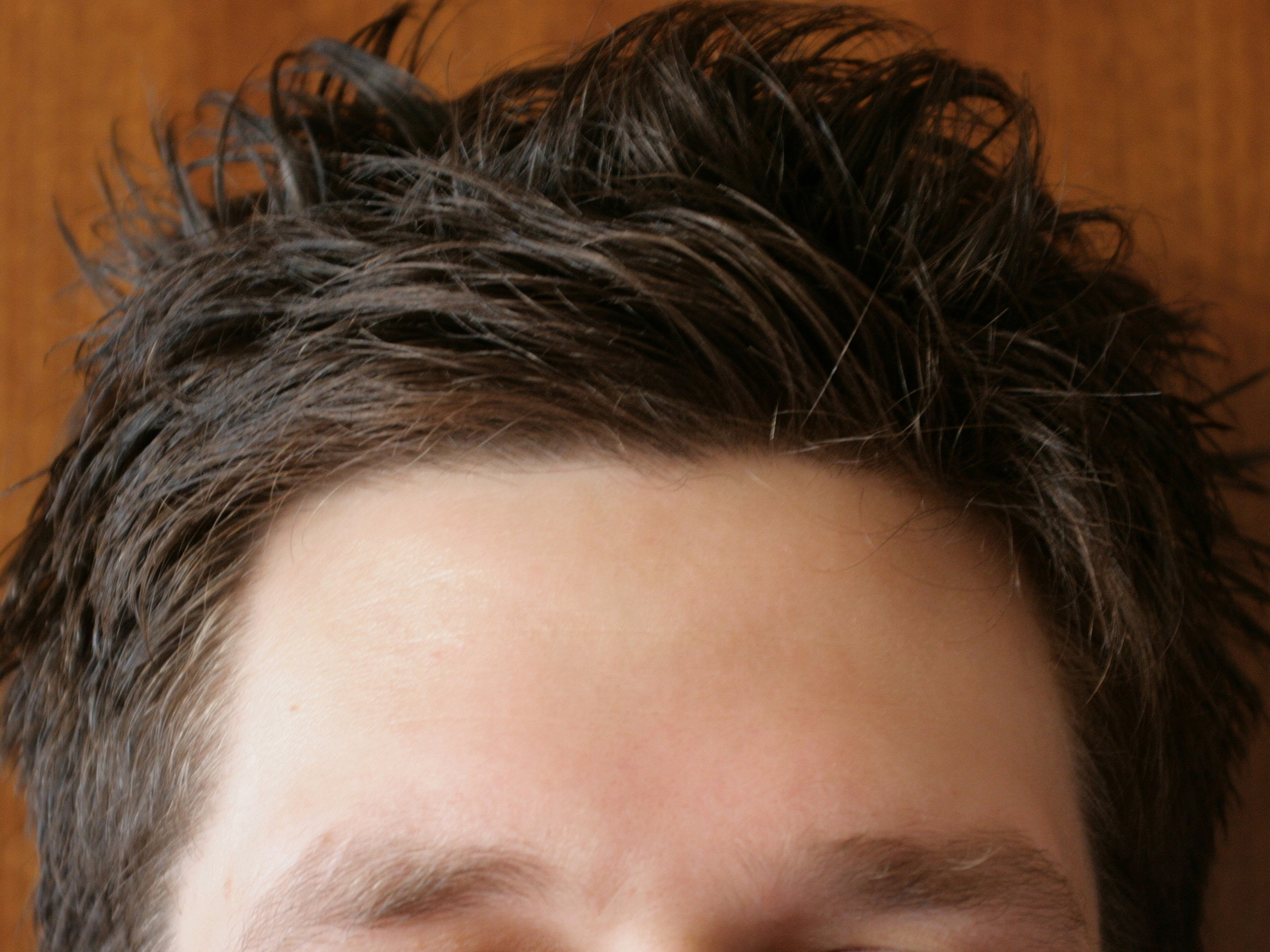
Lidské čelo

Čelo (latinsky frons) je označení pro část obličeje lidí, savců i jiných zvířat, ležící nahoru od očí. V případě lidí je čelo vymezeno dole nadočnicovými oblouky, po stranách spánkovými rýhami a nahoře zhruba hranicí vlasů. Z hlediska lidské lebky je tvořeno částí čelní kosti.